# Ramón de Zubiaurre
Ramón de Zubiaurre Aguirrezábal (Garay, 1882-Madrid, 1969) fue un pintor español, hermano del también pintor Valentín de Zubiaurre y de Pilar de Zubiaurre, hijos del compositor Valentín de Zubiaurre Urionabarrenechea.

## Biografía

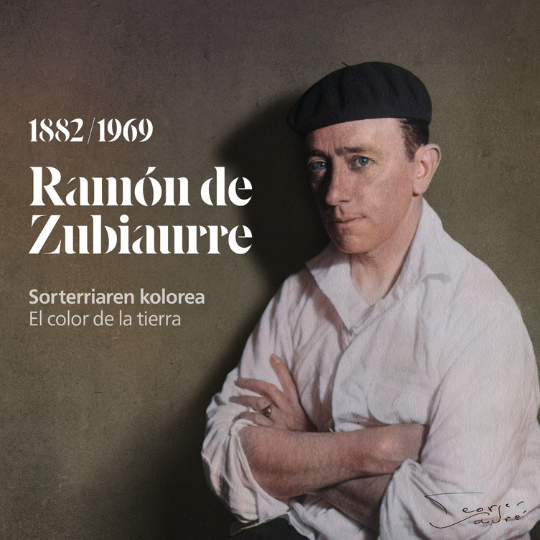
Exposición "Ramón de Zubiaurre. El color de la tierra"

Nació en el caserío Landabarrena, ubicado en el municipio vizcaíno de Garay, y fue el menor de los dos hermanos Zubiaurre, trabajó y expuso en estrecho contacto con su hermano Valentín, especialmente hasta la década de 1920, época en la que inició una serie de viajes al sur de América (Repúblicas de Chile y Argentina), que supusieron el afianzamiento de su individualidad creativa. Los dos hermanos eran sordos. La crítica ha considerado habitualmente este hecho como una de las razones principales de su relación tan íntima y prolongada. 
Llevó a cabo sus estudios artísticos a la par que su hermano Valentín en la Real Academia de Bellas Artes de San Fernando entre 1896 y 1905. Junto a él y su madre viajó en esta última fecha a París y otras ciudades del continente europeo, tras recibir una beca artística por parte de la Diputación de Vizcaya.
Ramón ilustró Las inquietudes de Shanti Andía, de Pío Baroja y mantuvo importantes relaciones sociales con éste y otros intelectuales de su tiempo, como Unamuno u Ortega y Gasset. Dichas relaciones fueron favorecidas a través de las tertulias que él y sus hermanos Valentín y Pilar organizaron en la década de 1910 en un estudio que tenían en Madrid.
Desde los inicios de su carrera, la evolución artística de Ramón de Zubiaurre estuvo muy ligada a las Exposiciones Nacionales de Bellas Artes y a la vida cultural madrileña, a pesar de haber mantenido un nexo estrecho con el País Vasco. Expuso también con éxito en el extranjero desde fecha temprana: su pintura Pícaros y mendigos participó en 1911 en la Exposición Internacional de Bellas Artes de Roma, donde fue adquirida por el Estado italiano con destino a la Galería Nacional de Arte Moderno de Roma. Al año siguiente, concurrió a la Exposición Internacional de Arte Contemporáneo que se celebró en Ámsterdam con la obra El amo de la casa, que regaló al Ayuntamiento de dicha ciudad (Stedelijk Museum).

En 1918, Ramón fue nombrado miembro de The Hispanic Society of America, con sede en Nueva York, que posee varias obras suyas. 

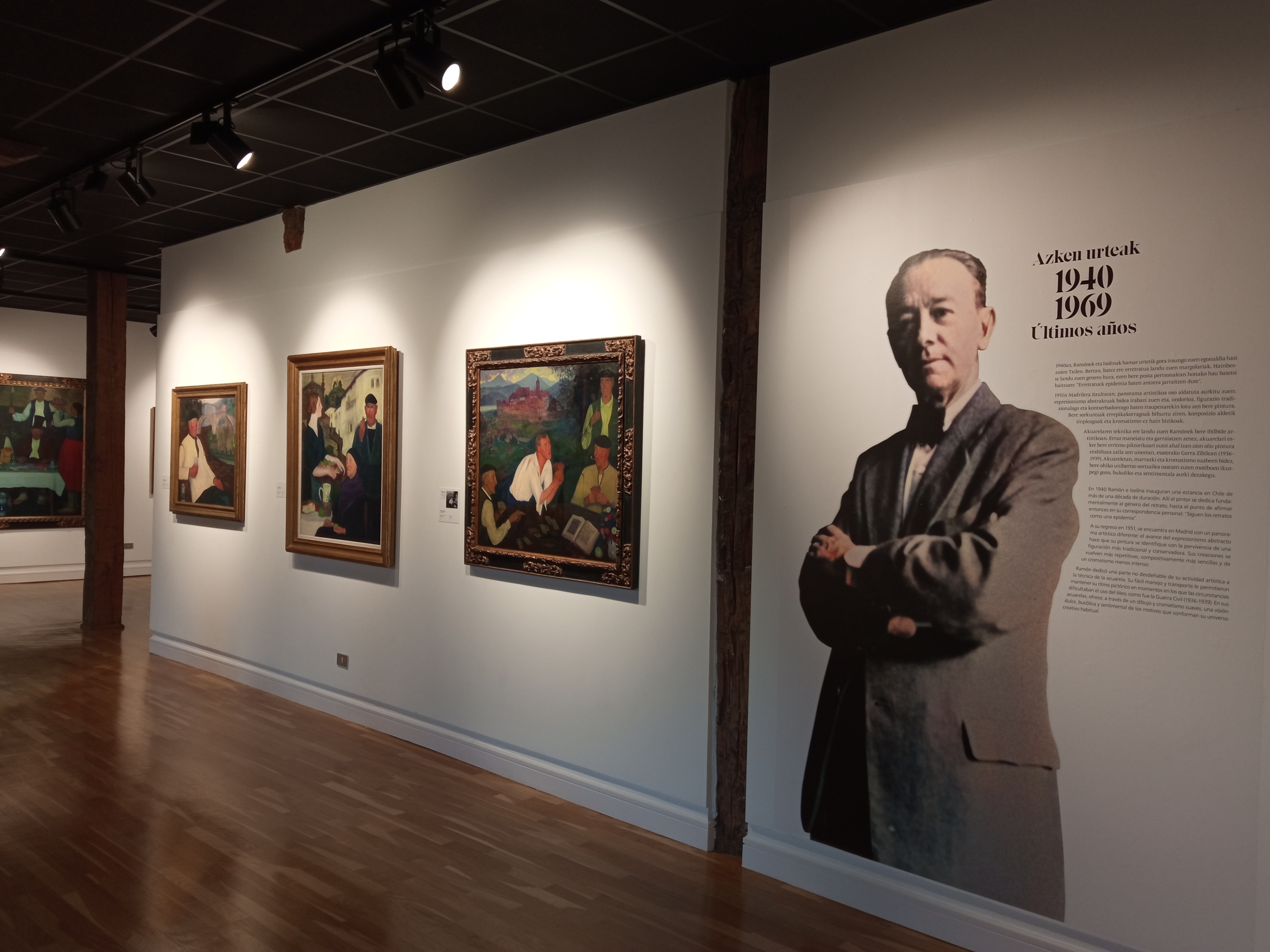
Sala de exposición Ramón de Zubiaurre. El color de la tierra. Museo de Arte e Historia de Durango (2023)

En 1940, finalizada la guerra civil española, el pintor se trasladó con su esposa Isolina Gallego Llausás a Chile, país en el que permaneció ininterrumpidamente hasta su regreso a España en 1951. En este país llevó a cabo una extensa labor artística, sobre todo vinculada al género del retrato. A su regreso, continuó ofreciendo exposiciones tanto en Madrid como en el País Vasco. Murió en 1969 en la capital española.
De 1980 data la primera monografía dedicada a Ramón de Zubiaurre, cuya autoría se debe a un escritor japonés llamado Takeshi Mochizuki, amigo personal del pintor. Desde entonces hasta la fecha, el único estudio que trata de manera individualizada su vida y obra se debe a la historiadora del arte Rebecca Guerra Pérez (también autora de una tesis doctoral dedicada a Valentín de Zubiaurre). Se trata de un trabajo para cuya elaboración la autora trasladó su investigación durante varios meses, entre 2012 y 2013, al sur de América (Repúblicas de Chile y Argentina), donde pudo estudiar in situ la labor como retratista del pintor. 
El 2 de diciembre de 2022 fue inaugurada en el Museo de Arte e Historia de Durango bajo la dirección de Garazi Arrizabalaga la primera muestra monográfica dedicada al pintor después de su muerte, reuniendo para ello una treintena de obras entre óleos y dibujos del autor y diversa documentación personal inédita hasta la fecha. En el catálogo correspondiente (véase el apartado de Bibliografía) se recogen por vez primera los resultados de la investigación realizada por Rebecca Guerra, a la sazón comisaria de la muestra.

## Artículos
- El Museo de Durango acoge la primera exposición monográfica del pintor Ramón de Zubiaurre: https://www.elcorreo.com/bizkaia/duranguesado/museo-durango-acoge-exposicion-monografica-zubiaurre-20221130141321-nt.html

- “Ramón de Zubiaurre hil ondoren, bere lan artistikoa modu indibidualizatuan lantzen duen lehenengo erakusketa da hau”:https://anboto.org/durangaldea/1673552004892-bideoa-ramon-de-zubiaurre-hil-ondoren-bere-lan-artistikoa-modu-indibidualizatuan-lantzen-duen-lehenengo-erakusketa-da-hau
- El Museo de Durango redescubre a Ramón de Zubiaurre con su primera retrospectiva en solitario: https://www.durangon.com/el-museo-de-durango-redescubre-a-ramon-de-zubiaurre-con-su-primera-retrospectiva-en-solitario/
- Durango acerca el trabajo de Ramón de Zubiaurre: https://www.deia.eus/bizkaia/2022/12/02/durango-acerca-trabajo-ramon-zubiaurre-6276001.html
- Artista oso bati aitortza: https://bizkaia.hitza.eus/2023/01/06/artista-oso-bati-aitortza/